# Propriété par étages
En droit suisse, la propriété par étages (PPE, en allemand : Stockwerkeigentum) est une forme de copropriété dans laquelle chaque copropriétaire possède un quote-part d'un immeuble qui lui donne un droit exclusif sur son appartement. 
Introduit en 1962, la propriété par étages permet de répartir un immeuble (au sens de bâtiment comportant plusieurs logements) entre plusieurs copropriétaires, et de régler leurs relations mutuelles. La PPE est définie aux articles 712a à t du Code civil suisse.

## Historique
La formation de ce type de copropriété en 1962 « correspond [à] un besoin d’offrir au plus grand nombre possible
de familles la faculté d’acquérir leur appartement et de préserver une proportion suffisante de surface bâtie dans les mains des particuliers ». Elle a été utilisée ensuite dans le cadre d'opérations d'aménagement du territoire, les prix d'acquisition ou de location étant encadrés en contrepartie d'une participation financière directe, puis indirecte des collectivités locales. 